# 艾迪尤斯
艾迪尤斯（法語：Aydius，法語發音：[aidjus]）是法国大西洋比利牛斯省的一个市镇，属于奥洛龙-圣玛丽区。

## 地理
艾迪尤斯（43°0'7"N, 0°32'31"W）面积34.72 平方千米，位于法国新阿基坦大区大西洋比利牛斯省，该省份为法国东南部省份，涵盖了贝阿恩与北巴斯克，西临大西洋比斯開灣，北至朗德省，东北接热尔省，东临上比利牛斯省，南与西班牙接壤。
与艾迪尤斯接壤的市镇（或旧市镇、城区）包括：伯杜斯、阿库斯、比耶勒、热尔-贝莱斯唐、拉兰斯、萨朗斯。

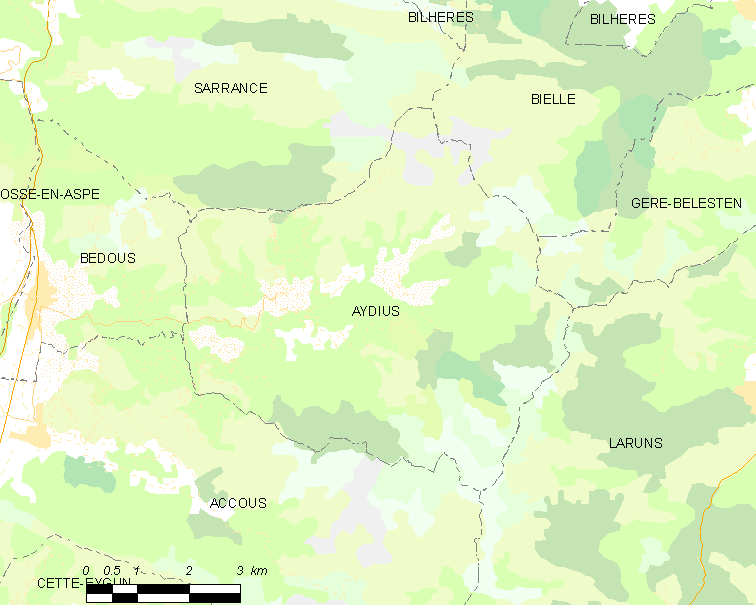
艾迪尤斯的OSM定位图

艾迪尤斯的时区为UTC+01:00、UTC+02:00（夏令时）。

## 行政
艾迪尤斯的邮政编码为64490，INSEE市镇编码为64085。

## 政治
艾迪尤斯所属的省级选区为奥洛龙-圣玛丽第一县。

## 人口

1962-2008年间艾迪尤斯人口变化图示

艾迪尤斯于2022年1月1日时的人口数量为103人。